# Anja Nissen
Anja Nissen (Winmalee, 6 november 1995) is een Australisch-Deens zangeres.

## Biografie
Nissen werd geboren in Australië uit Deense ouders. In 2008 raakte ze bekend in Australië door de halve finale te halen van Australia's Got Talent. In 2014 nam ze deel aan The Voice, een talentenjacht die ze uiteindelijk wist te winnen. Het betekende haar grote doorbraak.
In 2016 besloot ze haar vizier te richten op het geboorteland van haar ouders. In februari van dat jaar nam ze deel aan Dansk Melodi Grand Prix, de Deense preselectie voor het Eurovisiesongfestival. Met Never alone eindigde ze op de tweede plek. Een jaar later nam ze wederom deel aan Dansk Melodi Grand Prix. Met Where I am won ze de prestigieuze competitie, waardoor ze Denemarken mocht vertegenwoordigen op het Eurovisiesongfestival 2017, dat gehouden werd in Oekraïne. Ze haalde de finale en werd 20ste met 77 punten.